# Aït Benhaddou
Aït Benhaddou (ar. آيت بن حدّو) är en förstärkt fort-liknande stad, eller ksar, längs den gamla karavan-rutten mellan Sahara och Marrakech. Staden ligger i Drâa-Tafilalet på en kulle längs med floden Ouarzazate och har exempel på kasbahs, som skadas under varje regnstorm. Mestadelen av stadens invånare lever nu i en modernare by på andra sidan floden, men tio familjer bor fortfarande kvar inom ksaren.
Aït Benhaddou är ett världsarv enligt Unesco sedan 1987 och flera stora filmer har spelats in där, exempelvis:
- Lawrence av Arabien (1962)
- Den vilda jakten på juvelen (1985)
- Iskallt uppdrag (1987)
- Den skyddande himlen (1990)
- Kundun (1997)
- Mumien (1999)
- Gladiator (2000)
- Alexander (2004)

## Externa länkar

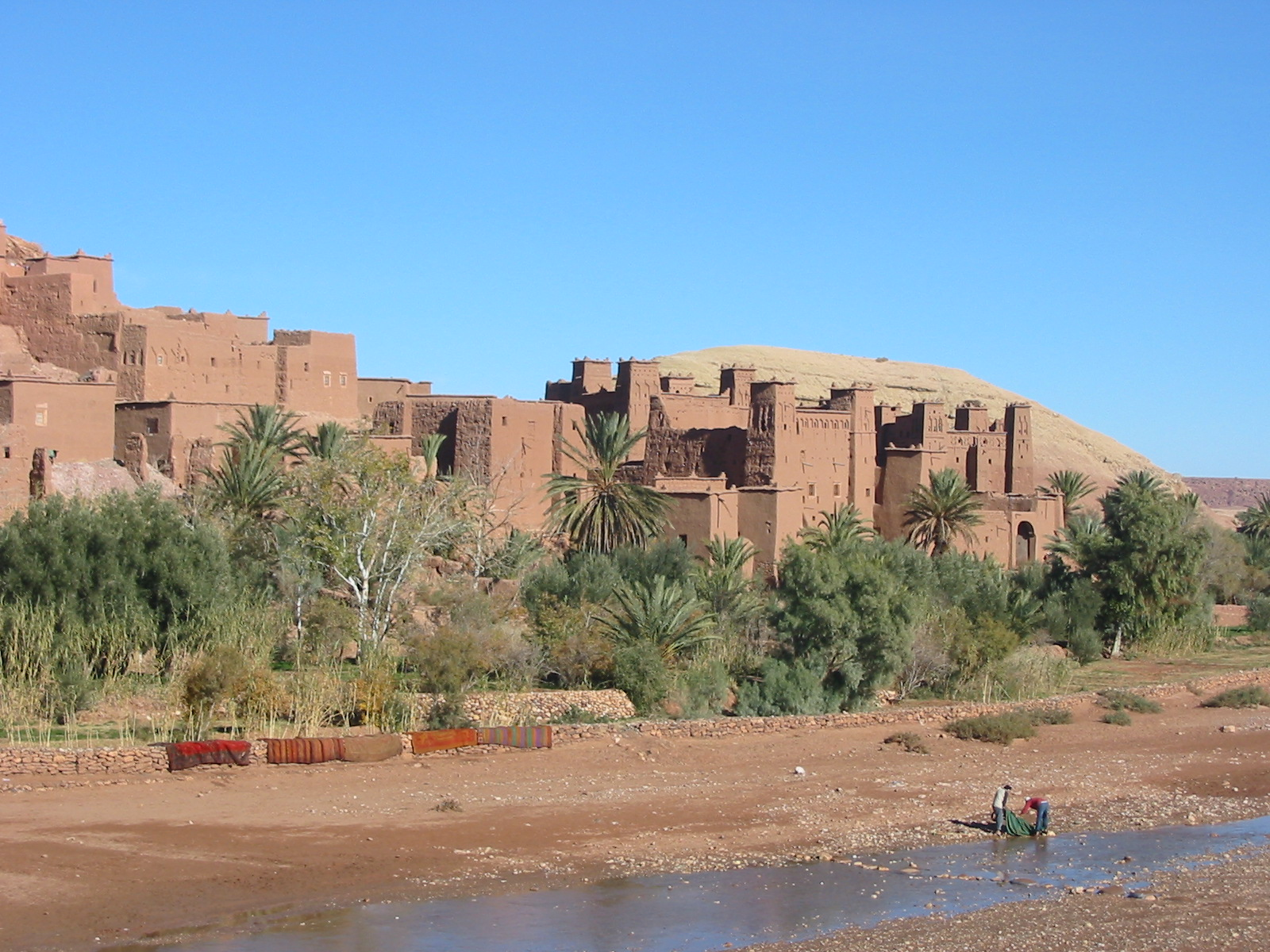
Aït Benhaddou längs med flodbanken.

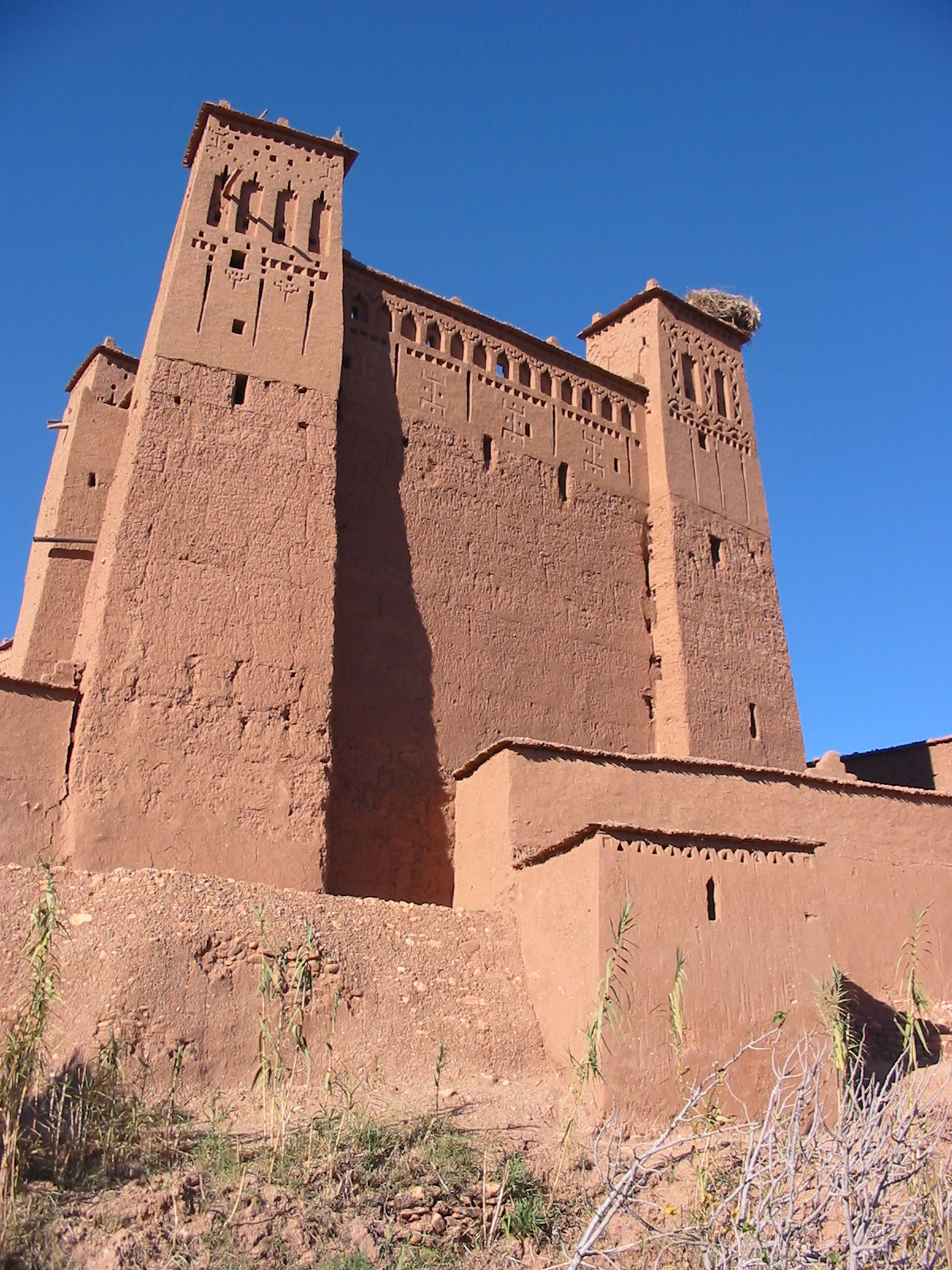
En kasbah i Aït Benhaddou.